# Maurice Berteaux

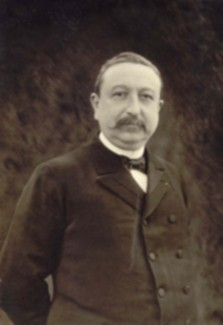
Maurice Berteaux

Maurice Henry Berteaux (Saint-Maur-des-Fossés, 3 juni 1852 - Issy-les-Moulineaux, 21 mei 1911) was een Frans politicus. Hij was tussen 1893 en 1911 volksvertegenwoordiger en tussen 1904 en 1911 minister van Oorlog in drie regeringen.

## Levensloop
Berteaux liep school op het Lycée Charlemagne in Parijs. Als dienstplichtige diende hij in de artillerie en werd daarna reserveofficier met de graad van kapitein. Professioneel was hij agent verbonden aan de Beurs van Parijs. In 1888 werd het gemeenteraadslid van Chatou en in 1891 burgemeester. In 1893 werd hij verkozen in de Kamer van Afgevaardigden als kandidaat voorde linkse radicaux-socialistes. Ook al was Berteaux afkomstig uit de gegoede burgerij, toch werd hij na enkele jaren de leider van de linkervleugel van de partij. Van bij aanvang van zijn parlementair mandaat zetelde hij in de commissie die toezag op het budget. Vanaf 1904 zetelde hij in de commissie die toezag op het leger. Op 15 november 1904 werd hij minister van Oorlog in de regering-Combes na het ontslag van generaal Louis André. Ook in de regering-Rouvier, die aantrad op 24 januari 1905, bleef Berteaux minister van Oorlog. Hij bleef op post tot 10 november van dat jaar. Hij ging terug naar de Kamer, waar hij zetelde in de commisie budget en vanaf 1906 ondervoorzitter was. Na het ontslag van de regering-Briand II in februari 1911, was Berteaux als leider van de radicaux-socialistes een van de kandidaten om hem op te volgens als premier. Maar het werd Ernest Monis, die Berteaux benoemde tot minister van Oorlog. In die functie bezocht hij samen met Monis op 21 mei 1911 het vliegveld van Issy-les-Moulineaux. Daar werd de start gegeven van de vliegrace Parijs-Madrid. Een vliegtuig stortte neer na de start; hierbij werd Monis zwaar gewond en werd Berteaux op slag gedood.

## Eerbewijzen
Verschillende straten in Frankrijk zijn genoemd naar Berteaux, waaronder:
- Avenue Maurice Berteaux (Sartrouville)[2]

- Bibliothèque nationale de France: cb132099117 (data)
- Gemeinsame Normdatei: 1203664206
- International Standard Name Identifier: 0000 0000 0098 0177
- Library of Congress Control Number: n2020067906
- Base Léonore: LH//207/60
- Système universitaire de documentation: 076153266
- Virtual International Authority File: 49367602